# Zhaksykylysh
Zhaksykylysh (en kazajo: Жақсықылыш; en ruso: Жаксыкылыш) es un lago salado del distrito de Aral, en la región de Kyzylorda, Kazajistán.
La sal de mesa se extrae en Zhaksykylysh desde 1925. Actualmente, la empresa Araltuz, con sede en Kyzylorda, lleva a cabo las operaciones de extracción de sal. Más del 99% de la sal de mesa refinada producida en Kazajstán se extrae en los lagos salados de Zhaksykylysh, de la que se exporta alrededor del 66%.